# Ciclo economico

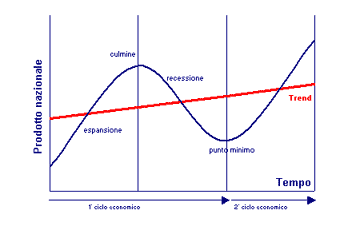
Ciclo economico

In macroeconomia il ciclo economico è l'alternanza di fasi caratterizzate da una diversa intensità dell'attività economica di un paese o di un gruppo di paesi economicamente collegati.

## Descrizione

### Fasi del ciclo economico
Fino ai primi decenni del XX secolo, il principale indicatore del ciclo era il livello dei prezzi, che subiva forti oscillazioni. Successivamente è iniziata una fase, che ancora dura, in cui il livello dei prezzi mostra un andamento continuamente crescente; l'attenzione si è quindi spostata sui livelli della produzione e dell'occupazione e, una volta definiti, dopo la seconda guerra mondiale, standard internazionali di contabilità nazionale, si è iniziata ad usare la variazione del PIL come principale indicatore.
Nei cicli economici vengono individuate le seguenti fasi:
- fase di espansione (o "boom") nella quale il PIL cresce rapidamente;
- fase di recessione, individuata da una diminuzione del PIL in almeno due trimestri consecutivi;
- fase di depressione, in cui la produzione ristagna e la disoccupazione si mantiene a livelli elevati;
- fase di ripresa, in cui il PIL inizia nuovamente a crescere.

Quanto alla durata delle fasi, si sono individuati tre modelli principali:
- ciclo breve di Kitchin, basato sulle variazioni delle scorte e avente durata breve non superiore a 40 mesi;
- ciclo medio di Juglar, basato sulle variazioni del credito e delle riserve bancarie, di 4-10 anni;
- ciclo lungo di Kondratiev, di durata nettamente maggiore (50-60 anni); secondo Simon Kuznets, si sono avuti i seguenti cicli di Kondratiev:
  - rivoluzione industriale, dal 1787 al 1842, con un boom nel 1787, una recessione nell'epoca delle guerre napoleoniche, una depressione durata dal 1814 al 1827, poi una lenta ripresa;
  - ciclo "borghese", dal 1843 al 1897, con un boom nel 1842 favorito dalla diffusione delle ferrovie, una recessione fino al 1857, una grande depressione ed una successiva fase di ripresa;
  - ciclo "neo-mercantilista", dal 1898 al 1950 (circa), iniziato con la diffusione dell'energia elettrica e dell'automobile, con una fase di recessione a partire dal 1911 ed un’altra grande depressione dal 1929 al 1939.

Più incerta l'individuazione di cicli successivi, per la scomparsa delle ampie fluttuazioni dei prezzi che avevano caratterizzato i cicli precedenti e per la diffusione di politiche anticicliche di tipo keynesiano.

## Teorie del ciclo economico
Gli economisti classici non avevano elaborato una teoria del ciclo economico, anche perché, essendo d'accordo con la legge di Say, detta legge degli sbocchi, ritenevano che il mercato fosse in grado di garantire l'equilibrio tra domanda e offerta poiché era l'offerta a determinare la domanda dei beni. Solo Malthus aveva sottolineato che poteva verificarsi un non completo assorbimento del prodotto sul mercato con la conseguenza della creazione di giacenza dei beni invenduti (Malthus aveva osservato che a causa del risparmio la domanda può essere inferiore alla produzione).
Vere e proprie teorie del ciclo si hanno solo dopo il lavoro di Clément Juglar, che aveva individuato un ciclo della durata media di 9 anni caratterizzato dall'espansione del credito e dalla riduzione delle riserve bancarie nelle fasi di ripresa e di prosperità, dall'andamento opposto nelle fasi di recessione e depressione.
In una prima fase, le teorie del ciclo miravano soprattutto ad individuare strumenti monetari in grado di contenere le ampie oscillazioni dei prezzi o almeno di mitigare i loro effetti. Successivamente, l'obiettivo è diventato quello di prolungare il più possibile le fasi di espansione e ridurre quelle di contrazione, sostenendo la produzione e l'occupazione.

### Teorie climatiche
William Stanley Jevons - uno dei padri del marginalismo insieme a Carl Menger ed a Léon Walras - credette di individuare le origini delle fluttuazioni economiche studiate da Juglar nel ciclo delle macchie solari, che ha una periodicità analoga; riteneva che le macchie solari, per via del loro effetto sul clima, influenzassero i raccolti e, quindi, il prezzo del grano. Al tempo stesso, rilevava gli effetti negativi delle oscillazioni dei prezzi sui pagamenti differiti e ripropose il Tabular Standard (proposto da Loewe e Scrope all'inizio del XIX secolo): un indice dei prezzi che consentisse di rettificare il valore nominale dei pagamenti alla scadenza.
Successivamente, teorie analoghe sono state proposte nel 1914 da Henry Ludwell Moore, il quale ipotizzò l'influenza delle condizioni meteorologiche sul prezzo del cotone, e negli anni 1930 da Johan Henryk Åkerman che tentò di studiare l'interazione di cicli climatici di diversa lunghezza.

### Teorie monetarie
Alfred Marshall non elaborò una teoria del ciclo, ma rilevò come Jevons gli effetti negativi delle oscillazioni dei prezzi sui pagamenti differiti (comprese le cedole dei titoli pubblici) e sul tasso d'interesse; come Jevons, ripropose il Tabular Standard.
Irving Fisher, prendendo le mosse da Marshall, distinse tra tasso d'interesse nominale e tasso d'interesse reale, legati dalla relazione:
{\displaystyle \ 1+r_{r}={\frac {1+r_{n}}{1+\pi }}}
in cui rr è il tasso d'interesse reale, rn il tasso d'interesse nominale e π il tasso di inflazione.
Secondo Fisher, il tasso nominale non si adegua mai pienamente al tasso reale; quando i prezzi salgono, quale che ne sia il motivo, il tasso d'interesse reale risulta minore di quello nominale; per mantenere invariato il tasso reale, le banche dovrebbero aumentare i tassi praticati e in realtà lo fanno gradualmente, ma mai in misura completa. Le imprese hanno quindi convenienza ad indebitarsi sempre più; tuttavia, quando provano a rinnovare i loro prestiti allo stesso tasso a cui li avevano contratti, le banche hanno aumentato ancora i tassi; si trovano quindi in difficoltà ed alcune falliscono. Si ha così una crisi di fiducia ed i clienti delle banche iniziano a ritirare i loro depositi. Le banche reagiscono alzando ancora i tassi d'interesse, ma alcune falliscono. Si avvia così un processo di contrazione del credito, di minore attività produttiva e di calo dei prezzi, quindi un processo inverso. Anche in questo caso, tuttavia, le banche non riducono il tasso d'interesse in misura sufficiente, rendendo più oneroso l'indebitamento e creando ulteriori difficoltà per le imprese. Fisher riteneva pertanto essenziale una migliore conoscenza delle variazioni dei prezzi e dette notevoli contributi alla teoria dei numeri indice. Propose anche un sistema monetario tale da contrastare le variazioni dei prezzi, detto "dollaro compensato", e basato su un paniere di merci: il contenuto in oro del dollaro sarebbe cambiato in proporzione inversa al livello dei prezzi calcolato sui beni del paniere.
Knut Wicksell aveva invece sostenuto la necessità di distinguere tra un tasso d'interesse naturale, equivalente al saggio di profitto, e il tasso di interesse monetario, affermando che se il tasso monetario praticato dalle banche risulta inferiore al tasso naturale, le imprese hanno convenienza ad indebitarsi e si ha un aumento del livello dei prezzi. In teoria il processo potrebbe continuare indefinitamente (il cosiddetto processo cumulativo di Wicksell), in quanto l'aumento dei prezzi a sua volta favorisce l'indebitamento, anche se, in realtà, l'aumento della circolazione monetaria induce prima o poi le banche ad aumentare i tassi. Quella di Wicksell non era una teoria del ciclo, ma il fondamento di una proposta per contenere l'ampiezza delle oscillazioni cicliche; a tale scopo, le banche avrebbero dovuto abbassare i tassi in caso di prezzi calanti, alzarli in caso di prezzi crescenti. Le sue considerazioni, tuttavia, influenzarono molti economisti.
Ralph George Hawtrey, in particolare, si basò sul processo cumulativo di Wicksell per sostenere che, quando le banche concedono prestiti a tassi di interesse bassi, i commercianti all'ingrosso aumentano le scorte, acquistate mediante credito bancario. Ciò stimola la produzione e gli investimenti. Ma l'espansione del credito riduce le riserve bancarie e le banche tornano ad elevare il tasso di interesse riducendo l'acquisto di scorte, l'attività produttiva e gli investimenti. In tal modo si ricostituiscono le riserve creditizie causando l'inversione del ciclo e l'avvio di una fase di espansione.
Rientrano nelle teorie monetarie anche alcune delle prime opere di John Maynard Keynes. Ne La riforma monetaria sostenne la necessità di tendere alla stabilità dei prezzi interni mediante una politica monetaria che agisse sia sulla quantità di moneta (mediante acquisti e vendite di titoli da parte della Banca centrale), sia e soprattutto sulla percentuale di reddito che gli individui detengono in forma liquida (mediante il tasso d'interesse: bassi tassi, quindi un facile accesso al credito, riducono la necessità di detenere scorte liquide, e viceversa). Nel Trattato sulla moneta osservò che le decisioni di risparmio e di investimento sono prese da persone diverse e, quindi, possono non coincidere; vedeva in una manovra del tasso di interesse il modo migliore per assicurare l'uguaglianza, ovvero per sostenere gli investimenti.

### Teorie della sproporzione
Karl Marx, negli appunti preparatori (i Grundrisse), spiegò che le crisi sono insieme crisi di sovra-produzione, sottoconsumo, sovrainvestimento, sovracapacità, sproporzione, domanda, saggio del profitto. Tuttavia non aveva una vera teoria del ciclo, in quanto riteneva che le crisi fossero il sintomo del progressivo esaurirsi, non automatico, del capitalismo. I suoi schemi di riproduzione (II libro del Capitale), basati sulla distinzione tra la produzione di mezzi di produzione e quella di beni di consumo, influenzarono molte teorie del ciclo. In particolare, per il tramite di Tugan-Baranovsky e di Spiethoff, influenzarono la teoria "austriaca" di Friedrich Hayek.
Mikhail Ivanovich Tugan-Baranovsky si basò sugli schemi di riproduzione di Marx per sostenere che le crisi non sono il sintomo di un progressivo avvicinarsi del capitalismo alla sua estinzione, ma solo il manifestarsi ed il ricomporsi ciclico di squilibri tra diversi settori produttivi. In particolare, un eccesso di credito bancario induce un aumento degli investimenti in capitale fisso e, con essi, una fase espansiva di tutta l'economia. Tale fase prosegue fino a che l'espansione del credito si arresta; a quel punto, le imprese che producono beni capitale si trovano in difficoltà (il settore dei mezzi di produzione risulta essersi sviluppato troppo) e falliscono, dando inizio ad una contrazione che coinvolge tutta l'economia. Nella fase recessiva, peraltro, coloro che percepiscono redditi fissi si giovano della caduta dei prezzi e possono così risparmiare ed aumentare i loro depositi nelle banche; le banche, quindi, arrivano prima o poi a poter essere più larghe nella gestione del credito, dando inizio ad una nuova fase espansiva.
Arthur Spiethoff riprese la teoria di Tugan-Baranovsky, aggiungendo che la fase espansiva non si basa solo sulla disponibilità della banche a concedere credito, ma anche e soprattutto sulla domanda di credito che proviene dalle imprese a seguito di innovazioni tecnologiche o dell'apertura di nuovi mercati. Oltre ad Hayek, il lavoro di Spiethoff influenzò anche Schumpeter.

### Teoria schumpeteriana

#### Teoria dello sviluppo economico
Nella Teoria dello sviluppo economico, Schumpeter si propose di integrare la teoria "statica" dell'equilibrio economico generale di Walras—interpretata alla luce del principio di imputazione di Menger e della posizione di Böhm-Bawerk secondo cui gli unici fattori produttivi originari sono la terra e il lavoro—con una teoria dinamica che renda conto, insieme, dei cicli e dello sviluppo. Nella sua teoria dinamica Schumpeter fu influenzato da Spiethoff, ma sostituì al semplice apparire di nuove opportunità, quali invenzioni o apertura di nuovi mercati, il ruolo attivo dell'imprenditore capace di sfruttarle.
In una situazione di equilibrio, i prezzi di tutti i prodotti sono uguali ai prezzi dei servizi del lavoro e della terra in essi contenuti e tutti i redditi si risolvono i salari e rendite. Non esistono risparmi né interesse, non vi sono imprenditori né capitalisti, la moneta è solo un velo e non vi sono crisi. Vi è semplicemente la continua ripetizione di scelte ormai consolidate dall'esperienza.
Ben altra la situazione nello sviluppo economico. Interviene qui la figura dell'imprenditore, che attua diverse combinazioni delle forze produttive per produrre un nuovo bene, per introdurre un nuovo metodo di produzione, per sfruttare l'apertura di un nuovo mercato o la conquista di una nuova fonte di approvvigionamento di materie prime e di semilavorati, per attuare una riorganizzazione di una qualsiasi industria.
Nel far ciò, essendo il sistema in equilibrio, ha bisogno di sottrarre i mezzi di produzione di cui ha bisogno alle imprese esistenti, per fondare accanto ed in concorrenza con esse la sua nuova impresa. Intervengono quindi altre figure ed altre categorie economiche: l'imprenditore si avvale dei mezzi di pagamento creati dal banchiere (sono questi, non beni reali, ciò che secondo Schumpeter costituiscono il capitale), pagando un interesse; può pagare un interesse in quanto la nuova combinazione produttiva gli consente di lucrare un profitto.
La domanda di servizi produttivi ne fa aumentare il prezzo; si ha quindi una sorta di inflazione da credito, in quanto il potere d'acquisto creato dal banchiere ed utilizzato dall'imprenditore non è orientato tanto a beni presenti, quanto piuttosto a beni futuri. Quando però i nuovi beni sono sul mercato, si ristabilisce il parallelismo tra flusso di moneta e flusso di beni e l'inflazione viene eliminata; si ha anzi una diminuzione del livello dei prezzi.
Tale dinamica è enfatizzata da fenomeni di imitazione. L'imprenditore, per attuare l'innovazione, deve rimuovere ostacoli, consentendo così ad altri di seguire il suo esempio. Si ha quindi la comparsa di imprenditori «a gruppi», ad ondate successive; ciò spiega, secondo Schumpeter, perché i sintomi delle fasi espansive dei cicli sono l'aumento degli
investimenti di capitale, il consumo di ferro, la comparsa di nuovo potere creditizio e l'aumento dei prezzi. Anche i nuovi prodotti giungono «in massa», facendo concorrenza a quelli vecchi e mettendo in difficoltà le vecchie imprese; la nuova massa di prodotti, insieme al rimborso dei prestiti contratti dagli imprenditori, determina una caduta dei prezzi e pone fine all'espansione provocando una depressione, eventualmente una vera e propria crisi.
Schumpeter distingueva nettamente tra le normali depressioni e crisi anormali. Le depressioni sono normali in quanto servono a sgombrare il campo da imprese ormai obsolete, sono brevi, si traducono in un ritorno all'equilibrio e non sono così nere come sembra (le variazioni dei redditi e dei prezzi sono contenute in pochi punti percentuali). Le crisi sono invece caratterizzate da panico, fallimenti, incrinature nel sistema creditizio che non sono necessariamente presenti in una depressione, ma possono aggravarla. Schumpeter proponeva quindi una politica selettiva del credito, che lasciasse a se stesse le imprese obsolete e sostenesse invece quelle minacciate solo dalle esasperazioni delle crisi.
Schumpeter riteneva inoltre che fosse in atto un cambiamento epocale dal capitalismo concorrenziale al capitalismo "trustificato", ad un capitalismo caratterizzato da imprese di notevoli dimensioni. Riteneva che le innovazioni potessero essere attuate da esse senza necessità di creare nuove imprese e, grazie all'autofinanziamento ed all'accesso diretto ai mercati monetari, con minor ricorso al credito bancario; riteneva quindi che si sarebbero avuti in futuro (scriveva nel 1911) cicli economici di minore ampiezza insieme ad un continuo calo dei prezzi.

#### Cicli economici
Entrambe le previsioni si rivelarono sbagliate; in particolare, la grande crisi del 1929 risultò profonda e di lunga durata.
Nella sua opera sui Cicli economici (1939), Schumpeter tentò di individuare nella storia economica le diverse fasi dei cicli di Kitchin, Juglar e Kondratiev. Quanto alla crisi del '29, vi vide la simultanea caduta di tutti e tre e ne interpretò la gravità sostenendo che la "trustificazione" era appena agli inizi.
Neanche i tre cicli, tuttavia, riuscivano a spiegare l'effettivo andamento della crisi. Si era infatti registrata una ripresa nel 1933-1934 che, interpretata alla luce del ciclo di Juglar, avrebbe dovuto dare inizio ad un ciclo di almeno 7 anni, ma vi fu invece una nuova crisi nel 1937-1938. Schumpeter attribuì la mancata ripresa a misure politiche «ostili al capitalismo»; si tratta di una tesi, poi sviluppata più ampiamente in Capitalismo, socialismo e democrazia, secondo cui «il capitalismo produce, nel suo stesso svolgersi, un'atmosfera sociale - un codice morale, se il lettore preferisce - ostile ad esso; e quest'atmosfera, a sua volta, produce politiche che non permettono ad esso di funzionare».

### Teoria austriaca
La teoria del ciclo di Friedrich Hayek considera la transizione tra due stati, entrambi di equilibrio e il secondo dei quali caratterizzato da una maggior produzione di mezzi di produzione, delineando due ipotesi:
- la transizione avviene a seguito di un aumento del risparmio; in tal caso, la quantità di moneta rimane costante, si hanno maggiori domanda e produzione di mezzi di produzione e minori domanda e produzione di beni di consumo, realizzando un nuovo equilibrio; in particolare, non si torna alla precedente proporzione tra la domanda di mezzi di produzione e quella di beni di consumo in quanto coloro che hanno scelto di consumare meno godono di un maggior reddito reale (i prezzi dei beni di consumo sono diminuiti, essendosi parte della domanda spostatasi sui mezzi di produzione ed essendo rimasta costante la quantità di moneta) e non hanno motivo di aumentare la quota del reddito monetario spesa in consumi;
- la transizione avviene a seguito di un aumento della quantità di moneta, nella forma di crediti concessi ai produttori; in tal caso, la domanda di beni di consumo resta invariata mentre l'offerta diminuisce perché la domanda di mezzi di produzione è maggiore di quella di beni di consumo; aumentano così non solo i prezzi dei mezzi di produzione, ma anche quelli dei beni di consumo; le banche continuano a far credito agli imprenditori anche dopo l'aumento dei prezzi dei beni finali e grazie ad esso, ma l'espansione del credito e l'aumento dei prezzi devono prima o poi aver termine, mentre inizia a risalire la domanda dei beni di consumo; diminuiscono quindi sia la domanda che i prezzi dei mezzi di produzione, i cui produttori si trovano in difficoltà e si ha la crisi.

Da ciò Hayek deduceva la necessità di mantenere costante l'offerta di moneta, o almeno di limitare l'erogazione del credito in caso di aumento della produzione e, soprattutto, di non ricorrere a politiche inflazionistiche in caso di depressione.

### Teoria del sottoconsumo
L'idea di Malthus circa gli effetti negativi del risparmio venne ripresa alla fine del XIX secolo dall'inglese John Atkinson Hobson.
Secondo Hobson, durante le fasi espansive del ciclo crescono sia i redditi che i consumi, ma questi in misura minore. Si ha così un incremento del risparmio, che dà luogo a maggiori investimenti. Tuttavia, poiché i consumi sono cresciuti meno della capacità produttiva, si ha un eccesso di offerta. Ne seguono una contrazione della produzione ed una diminuzione del reddito; la proporzione del consumo sul reddito quindi sale, fino a che si ha un nuovo equilibrio tra domanda e offerta e inizia una fase di ripresa.
Gli americani William Trufant Foster e Waddill Catchings hanno poi argomentato, negli anni 1920, che durante la realizzazione di un progetto di investimento si ha un aumento del reddito per i salari pagati ai lavoratori coinvolti nel progetto; tuttavia, quando il progetto termina e non vengono più pagati i relativi salari, si hanno insieme un aumento della produzione ed una diminuzione del reddito. Un'espansione del credito può risultare inefficace, perché da un lato ne beneficiano soprattutto i produttori, e questo conduce ad un ulteriore aumento della capacità produttiva, dall'altro possono verificarsi fenomeni di tesoreggiamento che deprimono ulteriormente i consumi. Ritenevano quindi necessario che lo Stato finanziasse opere pubbliche e che attuasse politiche di sostegno al reddito dei consumatori.

### Teoria keynesiana
Secondo Keynes non vi è diretta connessione tra risparmi e investimenti (come in Hobson), in quanto le decisioni di risparmiare vengono prese dai consumatori in funzione del loro reddito, mentre le decisioni di investimento sono prese dagli imprenditori sulla base delle aspettative di profitto e del tasso di interesse.
I tre fattori che influenzano in generale il livello della produzione e dell'occupazione sono, per Keynes, la propensione al consumo, la preferenza per la liquidità e l'efficienza marginale del capitale. Le fluttuazioni economiche vanno spiegate, secondo Keynes, soprattutto con quelle dell'efficienza marginale del capitale, ovvero con le fluttuazioni della redditività attesa da un progetto di investimento.
La fase espansiva del ciclo è caratterizzata da «aspettative ottimistiche sul reddito futuro dei beni capitali, abbastanza forti da compensare la loro crescente abbondanza e i loro crescenti costi di produzione, e forse anche un aumento del tasso di interesse». L'espansione dell'attività produttiva, infatti, si autoalimenta grazie al meccanismo del moltiplicatore. Quando poi subentra qualche delusione e le aspettative peggiorano, si arriva ad un aumento della preferenza per la liquidità. Può aversi così una depressione anche lunga.
(Keynes, op. cit., p. 509)
La depressione può durare tanto quanto necessario perché il logorio e l'invecchiamento dei beni capitale ne provochi una tale scarsità da riaumentare l'efficienza marginale del capitale. Per questo motivo Keynes ritiene necessaria una «socializzazione di una certa ampiezza dell'investimento», senza arrivare alla proprietà pubblica dei mezzi di produzione, ma nell'ambito di una collaborazione con l'iniziativa privata.
Così come precisa la differenza tra le proprie tesi e quelle di Hobson, Keynes chiarisce pure che non intende riproporre una teoria del sovrainvestimento indotto da un tasso d'interesse troppo basso, ancor meno un rimedio consistente in un aumento del tasso d'interesse. Non si ha, infatti, sovrainvestimento in senso fisico (sovrabbondanza di beni capitali), ma piuttosto un eccesso di fiducia, che fa sopravvalutare il rendimento degli investimenti. Al tempo stesso, la delusione provocata dall'insuccesso di alcuni investimenti genera poi un «eccesso di pessimismo» che porta a sottovalutare quel rendimento.
(J.M. Keynes, op. cit., pp. 512-514)
Keynes porta ad esempio la crisi del 1929.
(J.M. Keynes, op. cit., pp. 515-516)
Ammette d'altra parte, la possibilità di un sovrainvestimento in senso stretto (nota che «non si è mai verificato finora», ma potrebbe verificarsi in paesi ricchi come la Gran Bretagna e gli Stati Uniti). In tal caso, però, la soluzione non sarebbe l'aumento del tasso d'interesse, ma piuttosto un sostegno al consumo come sostenuto dalle teorie del sottoconsumo.

### Teoria neokeynesiana
La teoria neokeynesiana considera il fatto che l'aumento dei consumi, generato dalla crescita della domanda aggregata, provoca un aumento più che proporzionale della domanda di mezzi di produzione necessari per soddisfare la crescita della domanda (effetto acceleratore degli investimenti). Secondo il modello neokeynesiano la fase di prosperità viene raggiunta più rapidamente rispetto al modello del moltiplicatore perché maggiore è l'investimento e quindi la domanda aggregata cresce più rapidamente. Naturalmente se la domanda di beni di consumo diminuisce, la crisi, secondo il modello neokeynesiano, si aggrava molto più velocemente rispetto al modello di Keynes.
Hicks ha evidenziato che l'attività produttiva non può variare oltre certi limiti: il limite inferiore del ciclo è rappresentato dal livello minimo di investimento che viene sempre realizzato (ad esempio spesa pubblica per la manutenzione delle infrastrutture) e quindi un reddito minimo viene mantenuto; il limite superiore è costituito dal massimo sfruttamento dei fattori produttivi disponibili.